# Делингсдорф
Делингсдорф (њем. Delingsdorf) општина је у њемачкој савезној држави Шлезвиг-Холштајн. Једно је од 55 општинских средишта округа Штормарн. Према процјени из 2010. у општини је живјело 2.191 становника. Посједује регионалну шифру (AGS) 1062014.

## Географски и демографски подаци
Делингсдорф се налази у савезној држави Шлезвиг-Холштајн у округу Штормарн. Општина се налази на надморској висини од 46 метара. Површина општине износи 8,1 km². У самом мјесту је, према процјени из 2010. године, живјело 2.191 становника. Просјечна густина становништва износи 271 становника/km².

## Међународна сарадња
| Мјесто | Држава    | Врста сарадње | Од    |
| ------ | --------- | ------------- | ----- |
|        | Пољска    | партнерство   | 2001. |
|        | Француска | партнерство   | 1969. |
| Извор  |           |               |       |